# چینچیلا
چینچیلا (نام علمی: Clinlilla laniger) پستاندار جونده کوچکی ساکن آمریکای جنوبی است که در رخنه‌های سنگی کوه‌های آند در بولیوی و پرو و شیلی زندگی می‌کند. پوست نرم خاکستری آن یکی از گرانبهاترین پوستهای قیمتی است.
این جونده سریع و باهوش برای یافتن غذا روی دو پای قدرتمند خود می‌ایستند و با پنجه‌های جلویی طعمه را گرفته و می‌جود. این جوندگان شب‌ها به صورت گروه‌های پنجاه تایی یا بیشتر در شکاف سنگ‌ها می‌خوابند. وجود پوست نرم و موهای بلند و دم پرپشت این جونده باعث گرم نگه داشتن آن در سرما می‌شود.

## پراکندگی
پیش از این، چینچیلاها مناطق ساحلی، تپه‌ها و کوه‌های شیلی، پرو، آرژانتین و بولیوی را اشغال می‌کرد. بهره‌برداری بیش از حد باعث کاهش این جمعیت شد و از اوایل سال ۱۹۱۴، یک دانشمند ادعا کرد که این گونه‌ها به سمت نابودی پیش می‌روند. پنج سال کار میدانی (منتشر شده در سال ۲۰۰۷) در استان جوجوی، آرژانتین، موفق به یافتن نشد. تصور می‌شد جمعیت در شیلی تا سال ۱۹۵۳ منقرض شده است، اما مشخص شد که این حیوان در اواخر دهه ۱۹۰۰ و اوایل سال ۲۰۰۰ در منطقه ای در منطقه آنتوفا گاستا زندگی می‌کند. این حیوان ممکن است در بولیوی و پرو منقرض شود، اگرچه یک نمونه در یک رستوران ممکن است از جمعیت بومی تگرگ باشد